# Mepyramin
Mepyramin ist eine chemische Verbindung aus der Gruppe der Ethylendiamin-Derivate (Ethylendiamine). Die Substanz ist ein Arzneistoff aus der ersten Generation der Antihistaminika, welche ab den 1940er Jahren synthetisiert wurden. Eingesetzt wird Mepyramin bei allergischen Reaktionen, beispielsweise Insektenstiche oder Juckreiz. Der Wirkstoff wurde im Jahr 1950 von Rhône-Poulenc patentiert.

## Darstellung und Gewinnung
Mepyramin kann in einer zweistufigen Synthese erhalten werden. Im ersten Schritt erfolgt eine reduktive Kupplung von 2-Aminopyridin mit 4-Methoxybenzaldehyd in Ameisensäure. Danach wird das resultierende Zwischenprodukt nach Deprotonierung mit Natriumamid mit 2-Dimethylaminoethylchlorid umgesetzt.

## Wirkungsweise
Mepyramin gehört in die Wirkstoffklasse der Ethylendiamine. Im Körper dockt es an die Histamin-H1-Rezeptoren an und verhindert so per kompetitiver Inhibition die Histamineinwirkung auf die Zelle. Auf diese Weise lindert es Juckreiz, Nesselsucht und allergische Reaktionen. Es dringt allerdings rasch ins Gehirn vor und kann so Nebenwirkungen wie Benommenheit und Schläfrigkeit hervorrufen. Aufgrund dessen wurden Allergiemittel entwickelt, welche aufgrund sehr spezifischer Wirkung an den H1-Rezeptoren nicht ins Gehirn gelangen. Die sogenannten Antihistaminika der 2. Generation sind heutzutage die gängigen Mittel, da sie als besser verträglich gelten.

## Eigenschaften und Verwendung
Mepyramin ist eine zähe, mäßig wasserlösliche Flüssigkeit und wird daher als Salz der Maleinsäure (Mepyraminmaleat) oder der Salzsäure (Mepyraminhydrochlorid) in der Arzneimittelherstellung verarbeitet. Mepyraminmaleat ist ein weißliches bis gelbliches kristallines Pulver mit sehr guter Löslichkeit in Wasser. Angewendet wird Mepyramin äußerlich als Gel, Creme, Spray oder Lösung in Kombination mit anderen Wirkstoffen wie beispielsweise Lidocain. Oral kann es in Erkältungsmitteln und Medikamenten gegen Menstruationsbeschwerden zur Anwendung kommen.

## Fertigarzneimittel
Stilex (CH), Parapic (CH)